# Fos-sur-Mer
Fos-sur-Mer (okzitanisch Fòs) ist eine französische Gemeinde mit 15.694 Einwohnern (Stand 1. Januar 2022) im Département Bouches-du-Rhône in der Region Provence-Alpes-Côte d’Azur; sie gehört zum Arrondissement Istres und zum Kanton Istres.

## Geographie
Fos-sur-Mer liegt etwa 50 Kilometer nordwestlich von Marseille an der Küste des Mittelmeeres am Golf von Fos zwischen dem Étang de Berre und der Rhone-Mündung. Zur Stadt gehören sechs Kilometer Sandstrand.
Der Hafen ist der bedeutende Seehafen Marseille-Fos, wo auch der Containerumschlag stattfindet. Infolge dieser Bedeutung als internationaler Hafen am Mittelmeer führen mehrere Binnenwasserwege nach Fos:
- Canal du Rhône à Fos: Verbindung vom Fluss Rhône zum Hafen von Fos für die Großschifffahrt
- Canal de Caronte: Verbindung vom Golfe de Fos zum Étang de Berre. Dort bestand mit dem Canal de Marseille au Rhône eine Kanalverbindung zum Hafen von Marseille.
- Canal d’Arles à Bouc: ehemalige Kanalverbindung von Arles nach Port-de-Bouc, 1968 bei Fos, 6 km vor der ehemaligen Mündung, unterbrochen und seitdem auch Canal d’Arles à Fos genannt
- Canal de Fos à Port-de-Bouc: Verbindung für Binnenschiffe zwischen den Häfen von Fos und Port-de-Bouc

## Geschichte
Die Grabungsstätte Mourre-Poussiou belegt die Anwesenheit von Sammlern und Jägern seit dem Epipaläolithikum. In der gallorömischen Antike war Fos ein wichtiger Hafen, der wohl zu Arles gehörte. Sein Name Fossae Marianae ist der Ursprung der heutigen Ortsbezeichnung. Er ist auch auf der Tabula Peutingeriana verzeichnet. Jedoch ist unklar, wo die römische Siedlung lag.
Im Mittelalter war Fos ein Lehen der Seigneurs de Fos, ein Küstenstreifen von etwa 25 Kilometer Länge und 10 Kilometer Breite mit einer der ältesten und wichtigsten Burgen der westlichen Provence, die die Straße von Marseille nach Arles kontrollierte, der Kirche Saint-Julien et Saint-Pierre nahe Martigues und der Abtei Saint-Gervais de Fos, die bis 1081 zur Abtei Saint-Victor in Marseille gehörte und in diesem an die Abtei Cluny weitergegeben wurde.

### Bevölkerungsentwicklung
| Jahr                       | 1962 | 1968 | 1975 | 1982 | 1990   | 1999   | 2006   | 2017   |
| Einwohner                  | 2898 | 2869 | 6709 | 9031 | 11.605 | 13.925 | 15.734 | 15.494 |
| Quellen: Cassini und INSEE |      |      |      |      |        |        |        |        |

## Wirtschaft
Von der 1971 im 6. Fünfjahresplan beschlossenen Verlagerung der metallurgischen Industrie vom Norden in den Süden Frankreichs profitierte das Unternehmen Solmer in Fos-sur-Mer.
Die Wirtschaft ist durch den Industriehafen geprägt, der zum Marseille Europort gehört und Verbindungen nach Italien, Spanien und Nordafrika hat. Hier befindet sich der Containerterminal des Marseille Europort. Im Hafen Fos wurden 2017 rund 1,4 Mio. TEU und 20,4 Mio. t Stückgut und fast 200.000 Kraftfahrzeuge umgeschlagen. Insgesamt betrug die Umschlagsmenge des Jahres 2017 rund 80 Mio. t und es gab knapp 1,5 Mio. Kreuzfahrt-Passagiere.
Erdöl-verarbeitende Unternehmen und Chemieunternehmen haben sich angesiedelt, darunter die Raffinerie von Fos. Hier beginnt die Erdöl-Pipeline der Société du Pipeline Sud-Européen (SPSE) nach Karlsruhe zur Mineralölraffinerie Oberrhein. Aufgrund der Auswirkungen der Industrie gilt Fos-sur-Mer als eine der am stärksten verschmutzten Gemeinden Frankreichs. Insbesondere wurde in verschiedenen Untersuchungen ein erhöhtes Auftreten von seltenen Krankheiten bestätigt.

## Verkehr
Fos-sur-Mer hat einen Haltepunkt an der Bahnstrecke Miramas–L’Estaque (Ligne de la Côte Bleue).

## Sehenswürdigkeiten
- Kirche Saint-Sauveur, 11. Jahrhundert (Monument historique)

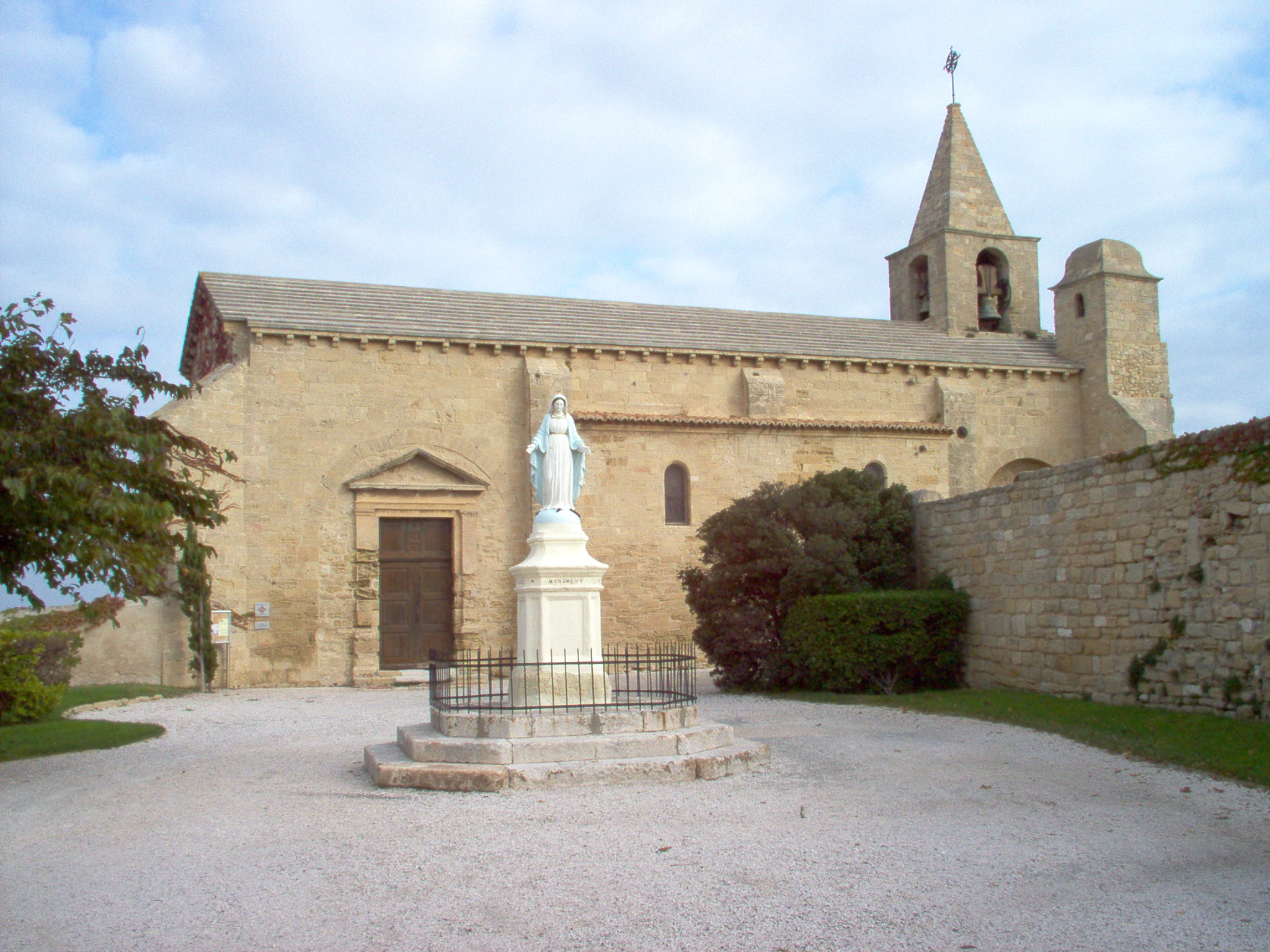
Kirche Saint Sauveur in Fos-sur-Mer (2005)
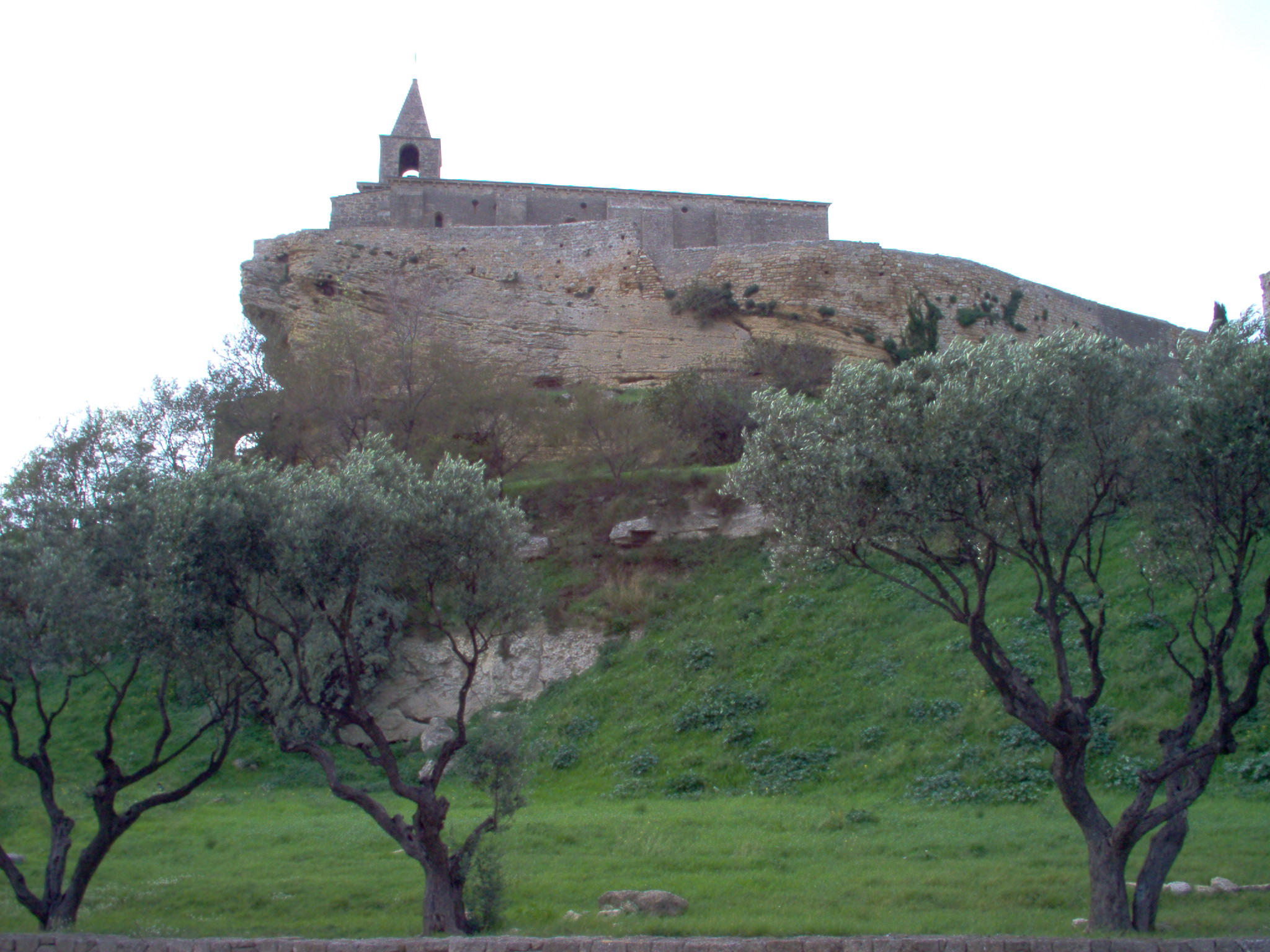
Kirche Saint Sauveur vom Tal aus gesehen (Oktober 2005)
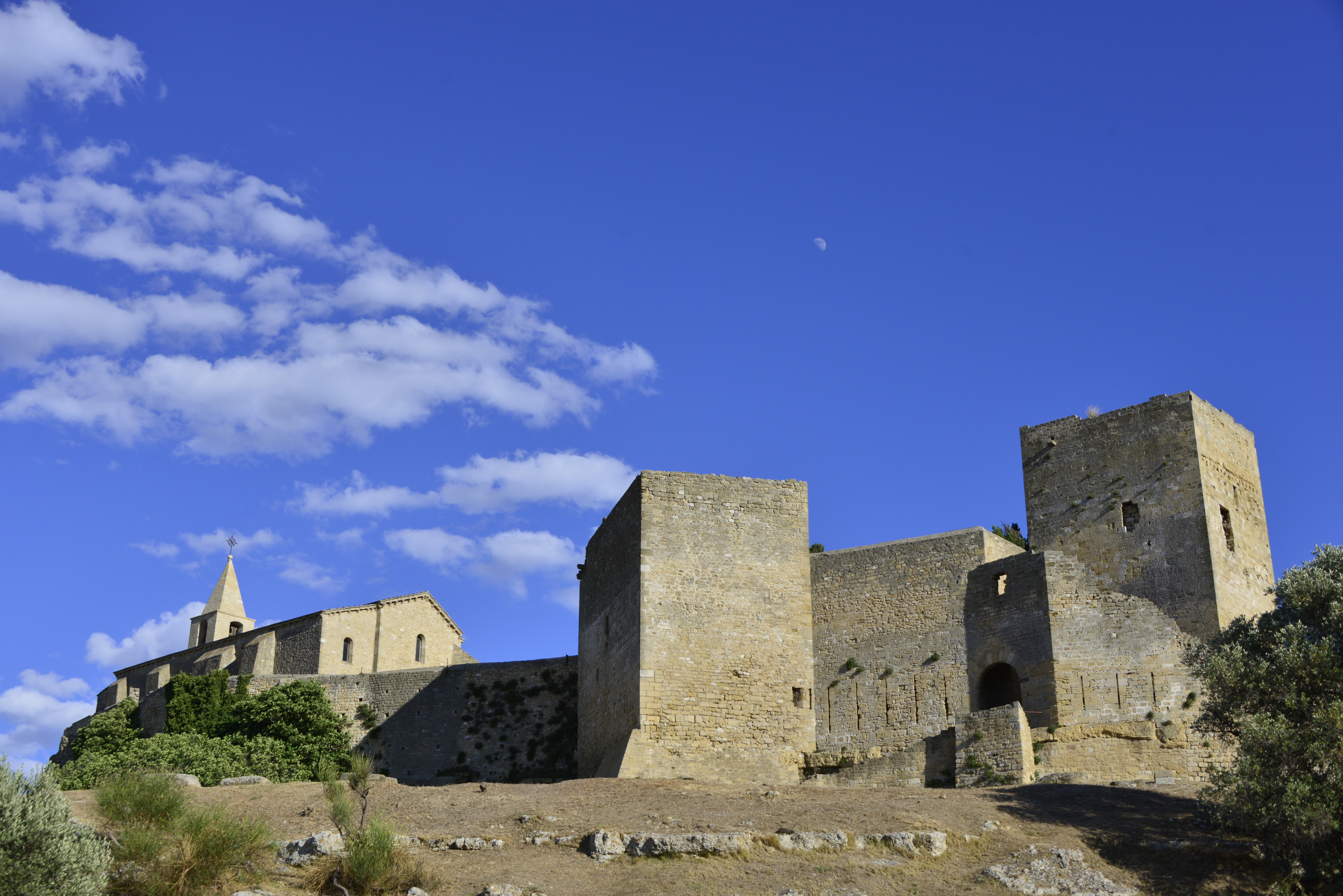
Kirche und Château de l'Hauture (2016)

## Städtepartnerschaften
- Sélibaby, Mauretanien
- Hann-Bel Air, Senegal[7]
- Arnsberg/Westfalen, Deutschland